# Wouke van Scherrenburg
Wouke van Scherrenburg (Ede, 16 september 1946) is een Nederlandse journalist en politiek verslaggever.

## Carrière
Van Scherrenburg ging, na van 1967 tot en met 1977 als freelancejournalist te hebben gewerkt, in 1978 als verslaggever aan de slag bij de Arnhemse Courant. Hier stortte zij zich al snel op de gemeentelijke politiek. Een jaar later (1979) stapte ze over naar De Gelderlander, als parlementair journalist. In Nijmegen volgde ze de politiek op gemeentelijk en provinciaal niveau. In 1987 werd ze voor de krantencombinatie Audet van VNU als politiek verslaggever in Den Haag gestationeerd.
Van 1989 tot 2004 was zij politiek verslaggever van het televisieprogramma Den Haag Vandaag. Van Scherrenburg is een opvallende verschijning, het meest herkenbaar is haar opgestoken kapsel met wapperende haren. Bijnamen variëren van "die lange blonde" (CDA-politicus Bert de Vries) tot "het grote blonde beest" (toegeschreven aan VVD-minister Gerrit Zalm). Later presenteerde ze Een Politiek Gesprek en was ze te zien in TalenWonders! In Italië. In 2003 was Van Scherrenburg verslaggever in het Sinterklaasjournaal.
In april en mei 2010 presenteerde zij bij Het Gesprek het programma Wouke, waarin zij zes lijsttrekkers voor de Tweede Kamerverkiezingen interviewde.
Van Scherrenburg werkte hierna als debatleider, dagvoorzitter en presentatietrainer. Verder is zij initiatiefnemer van politiek café Piment, waar eens per maand landelijke en regionale kopstukken elkaar ontmoeten. Ze is interviewer en presentator van de literaire talkshow Boek the Party voor Bibliotheek West-Achterhoek in Doetinchem en in 2021 presenteerde zij voor omroep NTR de televisieserie De Strijd om het Binnenhof.

## Trivia
- Beroemd werd een scène op 21 maart 2002. Hierin was Pim Fortuyn, na afloop van een debat in 2Vandaag, weggelopen uit een debat met Paul Rosenmöller na aantijgingen van racisme. Tegen Van Scherrenburg, die hem ondervroeg met de woorden "U bent een slecht verliezer, he?", zei Fortuyn: "Ga lekker naar huis, koken, veel beter".[2] Tijdens een eerder verhit debat, dat Van Scherrenburg voor Radio Rijnmond leidde, liep Fortuyn weg met de woorden: "U bent zo vreselijk!".
- Op 7 mei 2005 was ze met Ad Visser te gast in Dit was het nieuws.
- Eind 2013 deed zij mee aan de televisiequiz De Slimste Mens.
- In 2017 was ze te gast in De Kist.
- In Het jaar van Fortuyn (2022) werd ze vertolkt door Malou Gorter.